# DRIVE MUSIC
『DRIVE MUSIC』（ドライヴ ミュージック）は、2001年6月8日にリリースされた、日本のア・カペラ ヴォーカルグループ、SMOOTH ACEの1stミニ・アルバム。TOSHIBA EMIからリリースされ5曲が収録されている。

## 収録曲
全曲 作詞：岡村玄、作曲：重住ひろこ、コーラス・アレンジ：Smooth Ace
1. Smile(Smoothing Lounge Mix)（編曲：権藤知彦）
2. Drivin’（編曲：権藤知彦）
3. Soldier（編曲：石成正人）
4. 抜け殻(Bump To The Bottom Mix)（編曲：権藤知彦）
5. 雨は降りそそぐ（編曲：岸利至）

## パーソネル
重住ひろこ、岡村玄、平慎也、李眞姫（vo, cho)／岡沢章、小原礼、高水健司（b）／Paul Honesty（p）／土方隆行（g）／石成正人（g,prg）／権藤知彦（tp,prg）／岸利至（prg）

## スタッフ
レコーディング・エンジニア：加藤博美、中山大輔 | 
ミキシング・エンジニア：岸利至、権藤知彦、加藤博実
マスタリング・エンジニア：相川洋一

## 品番
TOCT-24614

## 配信
発売日：2013-7-10